# Інструкції (вірш Геймана)
«Інструкції» (англ. Instructions) — вірш Ніла Геймана, у якому письменник дає літературному персонажу настанови-вказівки щодо того, як себе поводити у тій чи іншій казковій ситуації. Вперше опублікований на сторінках збірки «Вовк за дверима» (англ. A Wolf at the Door), яку уклали Еллен Детлов та Террі Віндлінг у 2000 році.
Згодом вірш також з'явився у збірках «Крихкі речі» (2006) та «М — означає Магія», а 27 квітня 2010 року світ побачило окреме видання вірша у форматі книжки-картинки з ілюстраціями Чарльза Весса. 2010 року видання стало номінантом премії «Вибір Гудрідс» за найкращу книжку-картинку, а 2011 року — номінантом премії «Локус» за найкращу арткнигу. Окрім оригінального англійського видання книжки-картинки, станом на 2018 рік також існують версії іспанською, італійською, португальською та шведською мовами.